# Creugas nigricans
Creugas nigricans is een spinnensoort uit de familie van de loopspinnen (Corinnidae).
De wetenschappelijke naam van de soort werd in 1841 als Corinna nigricans gepubliceerd door Carl Ludwig Koch.